# Musculus opponens pollicis
Der Musculus opponens pollicis (lat. für „Gegensteller des Daumens“) ist einer der Skelettmuskeln des Kleinfingerballens („Hypothenarmuskulatur“).
Der Muskel wird über Nervenfasern des Ramus muscularis thenaris des Nervus medianus innerviert.
Bei Haustieren kommt der Muskel nicht vor.

## Funktion
Der ganz lateral am Daumenballen (Thenar) gelegene Musculus opponens pollicis dreht den Daumen in Richtung der Handinnenfläche und stellt ihn damit – im Zusammenspiel mit anderen am Daumen ansetzenden Muskeln – den restlichen Fingern gegenüber (sogenannte Opposition). Das macht die Hand des Menschen (im Zusammenspiel mit dem medial anliegenden Musculus flexor pollicis brevis) zur Greifhand.
Ermöglicht wird dies auch durch die besondere Anatomie des Daumens (Pollex). Das beteiligte Daumensattelgelenk (Articulatio carpometacarpalis pollicis) fungiert – wie auch im Namen deutlich wird – als Sattelgelenk mit zweidimensionalem Bewegungsspielraum. Der Daumen ist kürzer als die anderen Fingerglieder und besitzt wegen der zwei Grundgelenke nur zwei freistehende Knochenelemente (siehe Handgelenk).